# Сан Пјетро Казаско (Павија)
Сан Пјетро Казаско је насеље у Италији у округу Павија, региону Ломбардија.
Према процени из 2011. у насељу је живело 43 становника. Насеље се налази на надморској висини од 645 м.